# Stuttgart–Straßburg
Stuttgart–Straßburg war ein deutsch-französisches Straßenradrennen, das mit Start in Stuttgart und Ziel in Straßburg ausgetragen wurde.
Stuttgart–Straßburg wurde von 1966 bis 1996 jährlich als Etappenrennen für Amateure ausgetragen. Im Jahre 2005 fand eine einmalige Neuauflage als Veranstaltung für Fahrer der U23-Altersklasse unter dem Namen Etappentour Stuttgart-Straßburg statt. Diese war Teil der Rennserie UCI Europe Tour 2005 und dort in die Kategorie 2.2 eingestuft. Die Topologie des Rennens zeichnet sich durch den Wechsel von bergigen Abschnitten im Schwarzwald mit flachen Teilstücken in der Rheinebene aus. Nicht zu verwechseln ist das Rennen mit der Radtouristikfahrt Stuttgart–Straßburg–Stuttgart.

## Sieger
| - 2005 Michael Muck - 1997–2004 keine Austragung - 1996 Ralf Werner - 1995 Uwe Peschel - 1994 Oliver Hartmann - 1993 Saulius Ruskys - 1992 Zaikov Hristo - 1991 Richard Szostak - 1990 Fabrice Julien - 1989 Fabrice Julien - 1988 Philippe Bau | - 1987 Fabrice Philipot - 1986 Gilles Delion - 1985 Kurt Eipper - 1984 Rainer Lemke - 1983 Uwe Messerschmidt - 1982 Jean-Maris Landherr - 1981 Christian Bock - 1980 Michael Maue - 1979 Joachim Fehrenbacher - 1978 Joachim Fehrenbacher - 1977 Gerald Schutz | - 1976 Ulrich Rottler - 1975 Jörg Haller - 1974 Herbert Stodal - 1973 Jean-Pierre Puccianti - 1972 Jean-Pierre Puccianti - 1971 Kurt Forster - 1970 Jörg Frank - 1969 Jörg Frank - 1968 Robert Bischoff - 1967 Roger Reininger - 1966 René Goetz |